# 電玩交響音樂會

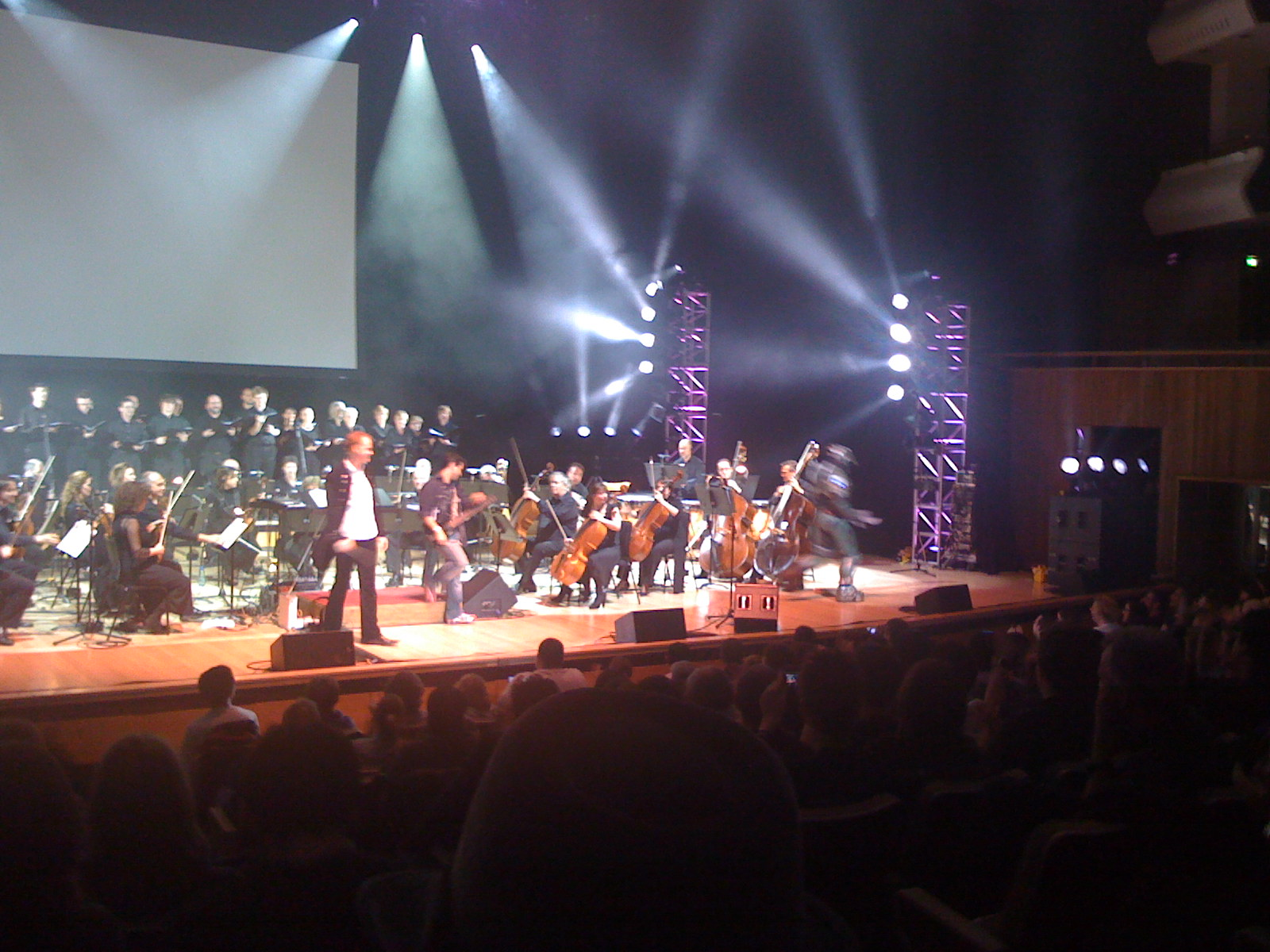
2008年與倫敦室內樂團在皇家節日音樂廳舉行的電子遊戲現場音樂會

電玩交響音樂會（Video Games Live，簡稱VGL）是一個在世界各地巡迴演奏電子遊戲為主的電玩音樂會；在演奏時，指揮兼作曲團隊除了會跟當地的樂團合作外，背後的螢幕甚至還會播放該遊戲的片段；他們所演出的音樂來自於超過25款不同的著名電玩遊戲，每首配樂都會有專門的電玩影片、合成燈光、以及與觀眾各式各樣的互動表演。

## 關於VGL
Video Games Live是目前世界上最受歡迎也最成功的電玩音樂會之一，到2007年為止他們總共已經吸引了10萬名觀眾參加音樂會；VGL的首次登台演出在2005年的七月六日，地點位於美國的好萊塢露天劇場，搭配的樂團則是洛杉磯愛樂交響樂團（Los Angeles Phiharmonic）；這場音樂會總共吸引了超過11,000人次的觀眾進場；VGL同時也是第一支在加拿大、英國、巴西、以及紐西蘭等國演出的電玩交響樂團；他們首場在亞洲的演出地點為韓國首爾的奧林匹克公園音樂館（Olympic Park Stadium）。
VGL所演出的電玩音樂可說是包羅萬象，其中包括了膾炙人口的名作瑪俐歐（Mario）、最終幻想系列（Final Fantasy）、最後一戰（Halo）、魔獸世界（World of Warcraft）、音速小子（Sonic the Hedgedog）、 薩爾達傳說（The Legend of Zelda）、以及潛龍諜影（Metal Gear Solid）等等……除此之外，某些早期的經典街機也是不可或缺，像是俄羅斯方塊（Tetris），以及爆破彗星（Asteroids）。
除了音樂以外，VGL的音樂會也包括了許多電玩影片，根據美國的電影分級制度，所有VGL使用的影片都是全年齡皆可觀賞的；這也代表某些具有暴力元素的遊戲（例如最後一戰、潛龍諜影、戰神等）並不會出現血腥畫面在VGL的影片中，同時VGL所使用的影片也會包括一些遊戲廠商從來沒有在遊戲中使用過的畫面或影片；另外相較於大部分經由授權給VGL的遊戲，史克威爾艾尼克斯公司（Square Enix）卻是選擇不要讓VGL使用最終幻想跟王國之心的影片，這是因為史克威爾艾尼克斯自己就有專屬於最終幻想的電玩音樂會，全名為「親愛的朋友：最終幻想音樂會」（Dear Friends: Music from Final Fantasy）。
VGL同時也強調和音樂同步閃爍的動態燈光、特別的音效、與觀眾互動的音樂、音樂會前後如同祭典一般熱鬧的活動、以及邀請觀眾上台玩電玩，並與管弦樂團互動等等。舉例來說，VGL會請觀眾上台對戰青蛙過街，或者是請觀眾上台體驗身歷其境的太空侵略者遊戲。

## VGL的歷史
VGL第一次在2005年七月的演出就獲得了空前成功，所有的票售罄一空，接下來VGL的高層更計畫了一連串的巡迴演出，從西雅圖到溫哥華，VGL原本安排在25個城市舉辦了25場室內音樂會；後來由於某些因素影響，VGL的高層宣佈必須延後25個城市的巡迴計畫；而改在西雅圖和溫哥華各舉辦一場音樂會，同樣地，這兩場音樂會依然是座無虛席。
2005年VGL演出了三場成功的音樂會後，2006年他們開始舉行一連串的世界巡迴演出，地點包括北美、巴西、加拿大及英國；經過了這次成功的巡迴後，2007年VGL的演出地點更延伸到遙遠的南韓、紐西蘭及西班牙；目前2008年的巡迴也已經開始，並且公告在VGL的官方網站。
2008年8月10、11號VGL於台灣（板橋體育館）正式演出，台灣非常幸運成為VGL團隊正式在亞洲演出的第一次（南韓該次是配合廠商）：台灣是非常好的亞洲試金石，也得到空前的回應。在台灣得到成功迴響後，未來VGL也將展開亞洲區的演出，預計在香港、北京、上海、東京等地有表演計畫。2009年2月20日，台灣最具指標性的藝文單位「國立中正文化中心」邀請VGL參與台灣國際藝術節的第一天，免費於自由廣場（中正紀念堂）演出兩小時。Video Games Live 演出計畫表

## VGL來學校
VGL為了推展電玩音樂，與美國當地的教育局、觀光局合作，舉行了一連串的活動；透過邀請學校班級觀賞音樂會預演，以及跟VGL的指揮家、作曲家、音樂家等人見面的方式，希望能夠使年輕人對於藝術、音樂和文化等議題更有自覺，同時也讓學生們有機會了解電玩音樂這項產業。
VGL也使美國超過七萬五千間學校的樂團能有機會演出他們心中最喜愛的電玩配樂；無論是全校的打擊樂社、軍樂社、管弦樂團或是個人演出等，都能夠在VGL的幫助之下盡情享受電玩音樂。

## 關於互動式演出
- 青蛙過街：從觀眾當中任意選出兩位到台上進行約90秒的對戰競賽，同時管弦樂團會根據螢幕上的畫面以及兩人的對戰情況演奏出最適合的青蛙過街配樂，並從台下不斷選出新的挑戰者；得到最高分的玩家將可獲得一台價值2500元美金的筆記型電腦或是等值獎品。

- 太空侵略者：從觀眾中任意選出一位到台上來進行身歷其境的電玩遊戲，這位玩家的左右走動將會決定大螢幕上的太空船移動方向，同時玩家手中也會有一個用來發射子彈的按鈕；此時管弦樂團同樣也會依據玩家進行的狀況演奏出最適合的配樂，玩家有兩分鐘的時間過第一關；第一關結束之後，就會有額外的加分關，玩家所擊落的每艘戰船將會決定玩家所能得到的真實獎金；不過，只有在兩分鐘內玩完第一關才會出現額外加分關。

- 吉他英雄：史密斯飛船專輯：在音樂會開始之前，會事先特地舉辦一場吉他英雄電玩比賽，最後的優勝者將可以在音樂會中上台挑戰史密斯飛船的名曲Sweet Emotion；若能得到超過175000的高分，將可得到一台價值2500美金的AMD筆記型電腦；當然在玩家進行的同時管弦樂團也會幫忙搭配合音。

## VGL演出的遊戲作品
- 救世主降臨　Advent Rising
- 神鬼冒險　Beyond Good & Evil
- 生化奇兵　BioShock
- 惡魔城　Castlevania
- 文明帝國4　Civilization IV
- 終極動員令　Command and Conquer (Red Alert)
- 龍穴歷險記　Dragon's Lair
- 無盡的任務2　EverQuest II
- 最終幻想　Final Fantasy（多首曲目）
- 戰神　God of War
- 最後一戰　Halo（多首曲目）
- 哈利波特：鳳凰會的密令　Harry Potter and the Order of the Phoenix
- 獵頭者　Headhunter
- 王國之心　Kingdom Hearts
- Lair 龍潭虎穴　LAIR
- 薩爾達傳說系列　The Legend of Zelda series
- Lucasarts 組曲　Lucasarts Medley
- 質量效應　Mass Effect
- 榮譽勳章　Medal of Honor
- 洛克人系列組曲　Megaman
- 潛龍諜影　Metal Gear Solid
- 銀河戰士　Metroid
- 迷霧之島　Myst
- 沉默之丘　Silent Hill
- 音速小子　Sonic the Hedgehog
- Space Ace
- 星海爭霸2　StarCraft II
- 瑪俐歐　Super Mario Series（多首曲目）
- 湯姆·克蘭西系列組曲　Tom Clancy Series Medley
- 電子爭霸戰　Tron
- 魔獸爭霸、魔獸世界　Warcraft / World of Warcraft（多首曲目）

## 獨奏
- 超時空之鑰2　Chrono Cross 鋼琴獨奏（由 Martin Leung 演出）
- 魂斗羅　Contra 電吉他獨奏
- 最終幻想　Final Fantasy 鋼琴獨奏（含十首不同的最終幻想曲目）
- 南夢宮 經典組曲　Namco Games 鋼琴獨奏（小精靈 Pac-Man、小精靈小姐 Ms Pac-Man、大蜜蜂 Galaga、 打氣人 Dig Dug）
- 瑪俐歐　Super Mario Bros 鋼琴獨奏（由 Martin Leung 演出）
- 俄羅斯方塊　Tetris 鋼琴獨奏
- Flute Link(長笛林克)　Laura Intravia 長笛獨奏
- Mario Flute(長笛瑪俐歐)　Laura Intravia 長笛獨奏

## 外部連結
- （英文）Video Games Live 官方網站 （页面存档备份，存于）
- （英文）Video Games Live 精選輯試聽與介紹 （页面存档备份，存于）
- （繁體中文）Video Games Live 台灣樂迷情報站 （页面存档备份，存于）
- （繁體中文）VGL台灣官方Blog （页面存档备份，存于）